# Atractus taeniatus
Atractus taeniatus este o specie de șerpi din genul Atractus, familia Colubridae, descrisă de Griffin 1916. Conform Catalogue of Life specia Atractus taeniatus nu are subspecii cunoscute.